# 宋学善
宋学善（송학선:ソン・ハクソン、そう・がくぜん、1897年2月19日 - 1927年5月19日）は、韓国の独立活動家。本貫は恩津宋氏。

## 生涯
漢城府出身で、幼い時に家が没落し、流浪生活を送った。成人後は日本人が経営する農機具店に務め、1926年頃には病気で店を辞め、後に完治した。
1926年4月26日に純宗が死亡すると殯所が用意された昌徳宮前では号哭をする人々の集まった。高宗は亡国の象徴であり、日本人に毒殺されたという噂が広まったため悲痛も大きかった。金虎門は昌徳宮の西南戸で殯所の出入口であり、宋学善は朝鮮総督府の高官がここを出入りすることを知り、斎藤実総督殺害を決めた。
彼は26日、27日両日間刀を抱いて斎藤実を待ち、三日目の28日昌徳宮で弔文を終えて出てくる日本人三人の人の中に斎藤実がいると勘違いし、その車を襲って京城部会評議員高山某・佐藤某・池田某などを殺し、このうち一人を斎藤実と見誤り、刺して重傷を加えた。
現場から逃走するとき、追撃した朝鮮人巡使呉某を刺した後徽文高等学校隣近で日本警察と格闘して捕まり、死刑宣告を受けて翌年西大門刑務所で処刑された。事件当時未婚で子孫はいなかった。
1962年に建国勲章独立章が追贈された。

## 参考サイト
- 大韓民国国家報勲処, 이 달의 독립 운동가 상세자료 - 송학선, 2002년
- ko:틀:한국학중앙연구원 인물